# Alessandra Verney
Alessandra Verney (Santa Maria, 18 de junho de 1974) é uma atriz e cantora brasileira.

## Biografia
Alessandra Verney começou a cantar e estudar violão popular aos sete anos. Em 1992, ainda em sua cidade natal, iniciou a carreira profissional, cantando MPB, jazz e blues, enquanto estudava canto lírico e popular.
Em 1993 mudou-se para Porto Alegre em busca de novas oportunidades, dedicando-se exclusivamente à carreira de cantora; paralelamente cursava Comunicação Social (Publicidade/Propaganda). Em 1995, ganhou o Prêmio Açorianos, um dos principais do Rio Grande do Sul, como Artista Revelação. No ano seguinte, Alessandra mudou-se para o Rio de Janeiro, onde suas oportunidades como artista começaram a crescer e ela estreou no teatro musical em O Abre Alas, sobre a vida de Chiquinha Gonzaga. Graças ao espetáculo, recebeu convite para participar da minissérie Chiquinha Gonzaga, na TV Globo, e também participou da telenovela Laços de Família.
Em 2000, Alessandra estreou o musical Cole Porter - Ele Nunca Disse que Me Amava, sucesso de público e de crítica, dirigido por Charles Möeller e Claudio Botelho, com quem também trabalhou vários musicais como Tudo É Jazz!, Cristal Bacharach e  7 O Musical. Protagonizou ainda Aqui Se Faz, Aqui Se Paga - A Comédia Musical, de Mauro Rasi e Vicente Pereira, ao lado do ator e diretor Jorge Fernando.
Em 2001, a atriz foi convidada por Hugo Carvana para fazer o papel da crooner Tânia em Apolônio Brasil - Campeão da Alegria, sua estreia no cinema. Em 2005 estrelou o show Movie Stars, cantando sucessos do cinema nacional e internacional ao lado da cantora e atriz Gottsha. No mesmo ano, fez participação na novela América, na TV Globo e a seguir, passou uma temporada na Grécia, onde cantou em jazz clubs gregos.
Em 2006, recebeu o convite de Miguel Falabella para atuar em Império, interpretando Noemi, a amante de Dom Pedro I. Após o término de Império, imediatamente foi convidada para o primeiro projeto autoral da dupla Moeller e Botelho: 7 O Musical, interpretando Bianca, a antagonista de Amélia (Alessandra Maestrini).
Em 2009, entrou no elenco de "Beatles num Céu de Diamantes" para a temporada em Lyon, França. Ao retornar, foi convidada para fazer o papel da Gata na nova montagem de "Os Saltimbancos" de Chico Buarque, dirigida por Cacá Mourthé.
Após participar dos musicais Evita e Um Violinista no Telhado em São Paulo, foi convidada por Miguel Falabella para fazer o papel da chapeleira Irene Molloy em Alô Dolly, ao lado do próprio e de Marília Pêra. A seguir, Falabella convidou Alessandra para o papel de Denise Barcca na adaptação da comédia inglesa O Que O Mordomo Viu, de Joe Orton, onde os dois contracenaram novamente e também com Marisa Orth, seguida por Arlete Salles. Paralelamente à temporada da peça, pela qual ganhou o Prêmio Aplauso Brasil de Teatro na categoria Melhor Atriz Coadjuvante, Verney também fez a série televisiva Sexo e as Negas, na Rede Globo, no papel de Bibiana. Ainda com Miguel Falabella, fez o papel de Madame Iara na temporada paulistana do musical brasileiro original Memórias de um Gigolô, baseado no romance de Marcos Rey, com adaptação, letras e direção de Miguel Falabella e música de Josimar Carneiro.
Ainda em 2015, Alessandra Verney foi convidada para protagonizar Kiss Me Kate - O Beijo da Megera, ao lado do ator José Mayer na primeira montagem de um musical de Cole Porter no Brasil, sob direção da dupla Möeller Botelho e Charles Möeller. Por sua interpretação, recebeu o Prêmio Cesgranrio de Melhor Atriz em Musical e foi indicada ao Prêmio Shell de Melhor Atriz e ao Prêmio APTR de Melhor Atriz.

## Carreira

### Teatro
- 1998 - O Abre Alas
- 2000 - Cole Porter - Ele nunca disse que me amava ... Bessie Marbury
- 2002 - Aqui se faz, aqui se paga
- 2003 - Uma noite com Cole Porter
- 2004 - Tudo É Jazz!
- 2004 - Cristal Bacharach ... Bel
- 2005 - Movie Stars
- 2006 - Ópera do Malandro - Em Concerto ... Lúcia
- 2006 - Império ... Noemi
- 2007 - 7 ... Bianca
- 2008 - Rádio Nacional - As ondas que conquistaram o Brasil ... Dircinha Batista, Aracy de Almeida e outros
- 2009 - Beatles Num Céu de Diamantes Temporada em Lyon e Rio de Janeiro (Espaço Rio Sul & Shopping da Gávea)
- 2010 - Os Saltimbancos ... A Gata
- 2011 - Evita ... Eva Perón (alternante)
- 2012 - Um Violinista no Telhado ... Fruma Sarah
- 2012 - Alô Dolly! ... Irene Molloy
- 2014 - O Que O Mordomo Viu (What The Butler Saw) ... Denise Barcca
- 2015 - Memórias de Um Gigolo ... Madame Iara
- 2015 - Kiss Me Kate - O Beijo da Megera ... Lilli Vanessi/Catarina
- 2017 - Milton Nascimento Nada será Como Antes - O Musical
- 2017 - Do Outro Lado ... Diana
- 2018 - A Noviça Rebelde ... Baronesa Elsa Schraeder
- 2020 - A Mentira ... Laura
- 2023 - Kiss Me Kate - O Beijo da Megera ... Lilli Vanessi/Catarina

### Televisão
| Ano  | Título          | Personagem      |
| ---- | --------------- | --------------- |
| 2014 | Sexo e as Negas | Bibiana Brascia |
| 2016 | Rock Story      | Dra. Patrícia   |
| 2019 | Verão 90        | Tamara          |
| 2021 | Gênesis         | Ada             |

### Cinema
| Ano  | Título                                 | Personagem |
| ---- | -------------------------------------- | ---------- |
| 2003 | Apolônio Brasil - O Campeão da Alegria | Tânia      |
| 2020 | Jovens Polacas                         | Norma      |

## Prêmios e indicações

### Prêmio Açorianos
| Ano  | Categoria | Indicação         | Resultado |
| ---- | --------- | ----------------- | --------- |
| 1994 | Revelação | Alessandra Verney | Venceu    |

- 2014 - Prêmio Aplauso Brasil de Teatro ... Melhor Atriz Coadjuvante por O Que O Mordomo Viu (vencedora)
- 2015 - Prêmio Cesgranrio de Teatro ... Melhor Atriz em Musical por Kiss Me Kate - O Beijo da Megera (vencedora)
- 2015 - Prêmio Shell de Teatro Rio de Janeiro ... Melhor Atriz por Kiss Me Kate - O Beijo da Megera (indicação)
- 2015 - Premio APTR de Teatro ... Melhor Atriz por Kiss Me Kate - O Beijo da Megera (indicação)